# سوتراهای ماهایانه

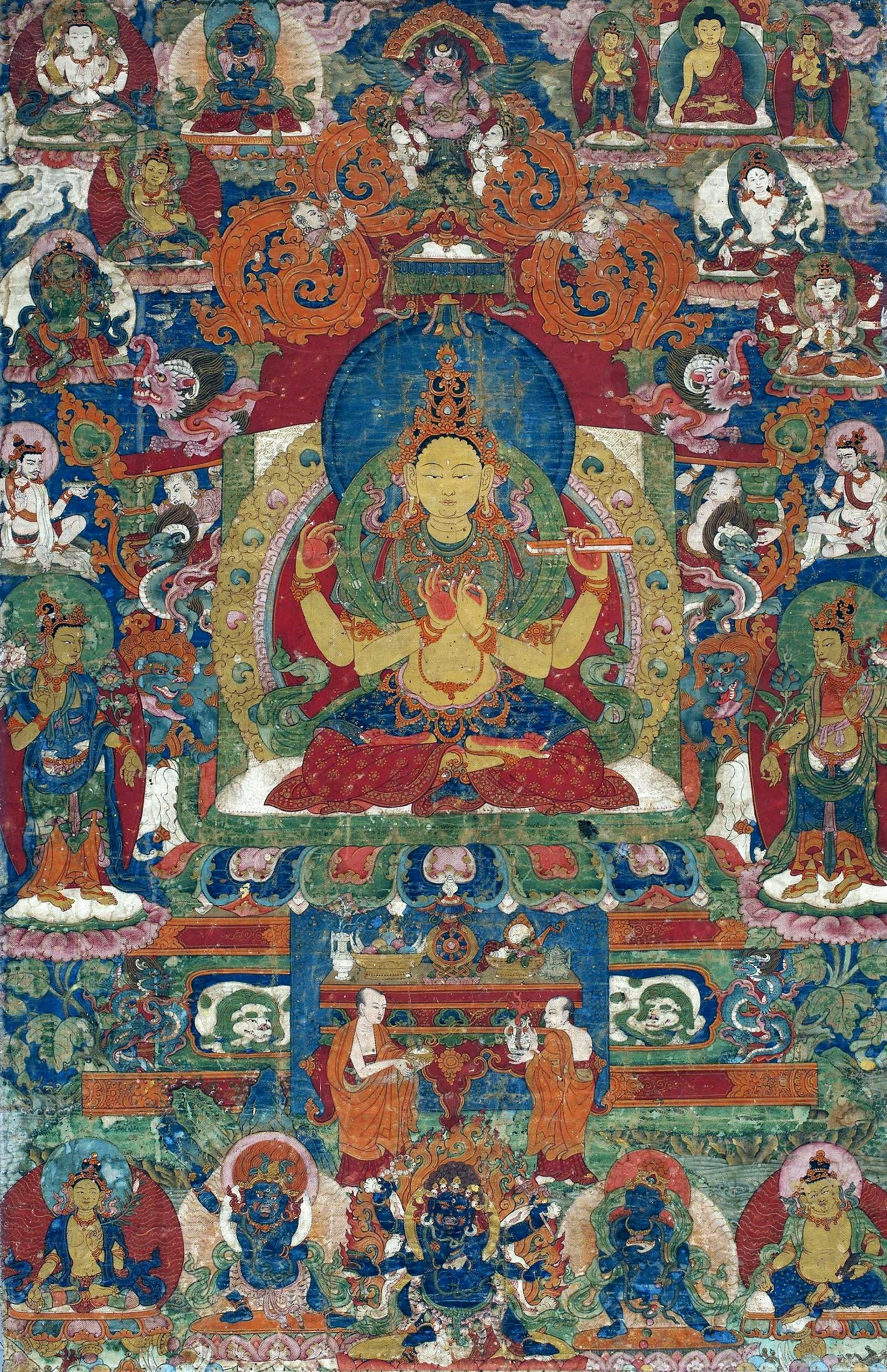
تانکای نپالی با پراجناپارامیتا؛ مظهر خرد متعالی (prajñā)، سوترای ماهایانه پراجناپارامیتا را در دست دارد.

سوتراهای ماهایانه نوع خاصی از متون مقدس بودایی (سوترا) هستند که در بودیسم ماهایانه پذیرفته شده‌اند. این متون در متون بودایی چینی، متون مقدس بودایی تبتی و در نسخه‌های خطی سانسکریت یافت می‌شوند. صدها سوترای ماهایانه در سانسکریت یا در ترجمه‌های چینی و تبتی باقی مانده‌اند. همچنین گاهی اوقات در منابع قدیمی، سوتراهای وجره‌یانه نامیده می‌شوند. محقق و فیلسوف بودایی آساگا، سوتراهای ماهایانه را به‌عنوان بخشی از بودیساتواپیتاکا، مجموعه‌ای از متون بوداسف طبقه‌بندی کرد.

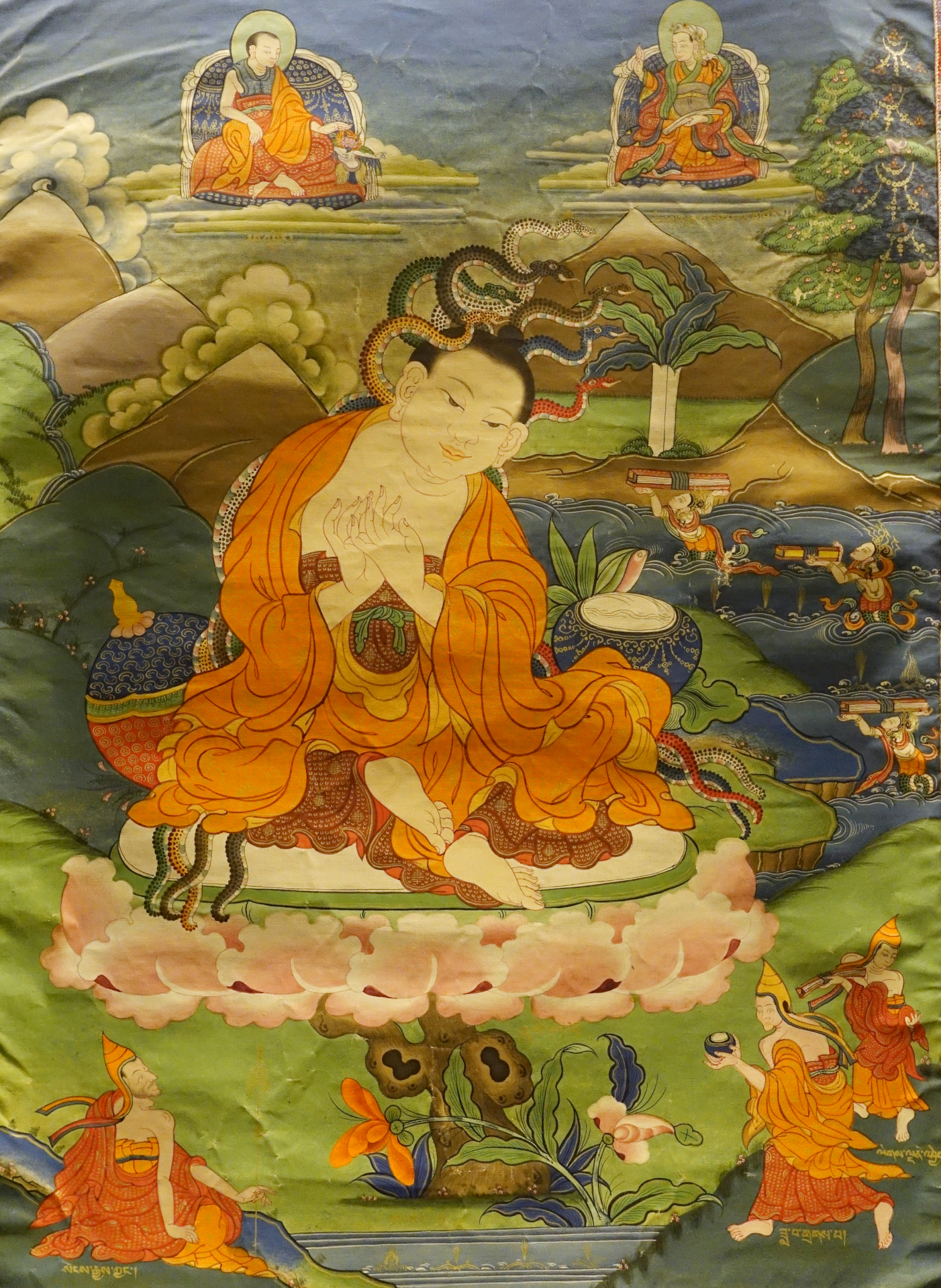
تصویر تبتی از ناگارجونه که سوتراهای ماهایانه را از ناگاها دریافت می‌کند (در سمت راست)

محققان مدرن مطالعات بودایی معتقدند که این سوتراها برای اولین بار بین قرن اول پیش از میلاد و قرن اول پس از میلاد ظاهر شدند. این متون تا زمان افول بودیسم در شبه‌قاره هند باستان مورد تألیف، گردآوری و ویرایش بوده‌اند. برخی نیز ممکن است خارج از هند نوشته شده باشند، مانند آسیای مرکزی و آسیای شرقی.
بوداییان ماهایانه چندین سوترای اصلی ماهایانه را توسط گوتاما بودا آموزش داده‌اند و توسط شاگردانش، به ویژه آننده، خوانده شده‌است. دیگر سوتراهای ماهایانه توسط شخصیت‌های دیگری چون بودیساتواها، مانند مانجوشری و اولوکیتشوره تدریس می‌شوند. دلایل مختلفی وجود دارد که بوداییان هندی ماهایانه معتقد بودند که سوتراهای ماهایانه در زمان‌های بعدی ظاهر می‌شوند. یکی از این دلایل این بود که در سرزمین ناگاها (خدایان مار، اژدها) پنهان شده بودند تا زمان مناسب برای انتشار آن‌ها فرا رسید.
سوتراهای ماهایانه توسط همه بوداییان در هند باستان پذیرفته نشد و مکاتب بودایی هند در مورد وضعیت آن‌ها به‌عنوان «کلام بودا» اختلاف نظر داشتند. در مکتب بودایی تراواده سوتراهای ماهایانه به‌عنوان کلام بودا پذیرفته نمی‌شوند.

## تاریخچه و پیشینه
منشأ ماهایانه و سوترهای آن مشخص نشده‌است. محققان مدرن نظریه‌های متعددی در مورد منشأ مهایانه و متون مهایانه ارائه کرده‌اند.
برخی از نظریه‌های اصلی عبارتند از:
- نظریه ریشه‌های نامشخص، که ابتدا توسط ژان پرزیلوسکی ارائه شد و سپس توسط اتین لاموت و آکیرا هیراکاوا از آن دفاع شد، بیان می‌کند که افراد نامشخص اهمیت ویژه‌ای در توسعه ماهایانه و متون آن داشتند. این نظریه تا حدی بر اساس برخی از متون مانند «ویمالاکیرتی سوترا» است که چهره‌های غیر روحانی را به‌عنوان رهبانان ستایش می‌کند.[۱۲] این نظریه پذیرفته نشده‌است.[۱۳]
- نظریه‌ای که معتقد بود ماهایانه در سنت ماهاسمگهیکا توسعه یافته‌است. دروز خاطرنشان می‌کند که شواهد کمی وجود دارد که مدارس ماهاسمگهیکا ارتباط خاصی با تولید متون ماهایانه داشته‌اند، و به‌نظر می‌رسد ماهایانه به‌عنوان یک پدیده‌ای پان‌بودایی پدید آمده‌است.
- «فرضیه جنگل»، که بیان می‌کند که ماهایانه در میان مرتاضان بیابان که تلاش می‌کردند از بودا تقلید کنند، پدید آمد. این مورد توسط پل هریسون و یان ناتیر عنوان شده‌است. این نظریه مبتنی بر سوتراهای خاصی مانند اوگراپاریپچا سوترا و راشتراپالاپاپرچا ماهایانه است که تمرین زاهدانه را در بیابان به‌عنوان یک مسیر برتر ترویج می‌کنند. این متون به انتقاد از راهبانی می‌پردازد که در شهرها زندگی می‌کنند و زندگی جنگلی و بیابانی را تحقیر می‌کنند.[۱۴][۱۵] دروز خاطرنشان می‌کند که تنها چند متن اولیه ماهایانه از این عمل حمایت می‌کنند یا آن را ترویج می‌کنند، و سایر سوتراها صراحتاً سکونت در جنگل را غیرضروری می‌دانند.
- فرقه نظریه کتاب، که توسط گریگوری شوپن دفاع می‌شود، بیان می‌کند که ماهایانه در میان تعدادی از گروه‌های رهبانی کتاب‌پرست پدید آمد که سوتراهای خاص ماهایانه را مطالعه، حفظ، کپی کرده و احترام می‌گذاشتند. شوپن همچنین استدلال کرد که این گروه‌ها عمدتاً پرستش استوپا یا پرستش آثار مقدس را رد می‌کردند.